# Almondell Bridge
Die Almondell Bridge ist eine Straßenbrücke in der schottischen Council Area West Lothian. 1971 wurde das Bauwerk in die schottischen Denkmallisten in der höchsten Kategorie A aufgenommen. Früher querte die Brücke die Grenze zwischen West Lothian und Midlothian, liegt nach der Neugestaltung der Regionalgrenzen jedoch vollständig in West Lothian. Rund 500 m flussaufwärts überspannt der ebenfalls denkmalgeschützte Almondell Aqueduct den Fluss.

## Beschreibung
Der Mauerwerksviadukt liegt rund zwei Kilometer östlich der Stadt Livingston. Er wurde um das Jahr 1800 nach einem Entwurf Alexander Nasmyths erbaut und führte einen Zufahrtsweg zu dem zwischenzeitlich niedergerissenen Almondell House über den Almond. Nachdem sich der Zustand der wenig genutzten Brücke im Laufe der Jahre verschlechtert hatte, wurde sie 1998 restauriert.
Die Almondell Bridge überspannt den Almond in zwei ungleichmäßigen Segmentbögen, einem weiten Hauptbogen und einem wesentlich kleineren Bogen an der Nordseite. Die Segmentbögen sind mit bossierten Keilsteinen ummauert. Die Brüstung entlang der Fahrbahn ist mit Scheinbewehrung gestaltet, mit Zinnen und quadratischen Pfeilern.